# Классу, Коми Селом
Коми Селом Классу (фр. Komi Sélom Klassou; род. 10 февраля 1960, Нотсе) — тоголезский премьер-министр (2015—2020). До этого занимал различные министерские посты. Член правящей партии Союз за республику. Назначен премьер-министром 5 июня 2015 года.

## Премьер-министр
Вступил в должность 5 июня 2015 года, сменив Квеси Аомей-Зэню. Состав нового правительства во главе с Классу, в который вошли 23 министра, был объявлен 28 июня 2015 года.
К сентябрю 2020 года президент Фор Гнассингбе объявил, что Классу подал в отставку.